# Храм Всех Святых (Херсон)
Храм Всех Святых (укр. Храм Всіх Святих, также Всехсвятская церковь, Церковь Всех Святых) — единственный в Херсоне православный храм, не прекращавший свою деятельность, основанный на территории старого городского кладбища, ул. Пугачёва, 1-а. На его фасаде охраняемая мемориальная доска, здание — памятник архитектуры XIX века.

## История церкви
Церковь расположена в центре города Херсон, среди местных жителей известна как Кладбищенская (укр. Цвинтарна), так как стоит на территории Херсонского некрополя — Петровского кладбища, одни из старейших захоронений которого датируются 80-ми годами XVIII века (самой старинной считается могила иеромонаха Василия 1781 года).
В 1792 году на городском кладбище сооружена небольшая часовня, в стенах которой отпевали умерших жителей, воинов, отдавших жизнь, защищая город.
Впоследствии город стал губернским, власти приняли решение о строительстве на кладбище большого каменного храма.
В 1803 году в неделю Всех Святых освятили его престол, этот год считается годом рождения храма.
Церковь строили с 1804 по 1808 год и расширили в 70-е годы XIX века. В годы советской власти в Конституции было заявлено об отделении церкви от государства, но это не мешало власти грабить церкви. В 1922 году все золотые, позолоченные и серебряные предметы изъяли у общины церкви. Все эти предметы весили 2 пуда 2 фунта 80 золотников (33,94 кг). Эти цифры не учитывают историческую и культурную ценность реликвий храма и предметов богослужения, которые для верующих являются святынями. Городские власти пользовались этим, допускали выкуп их у государства и прихожане, скинувшись по небольшой сумме со своих мизерных доходов и сбережений, выкупали реликвии.
В конце декабря 1929 года храм был закрыт. Все колокола были сняты и переплавлены «для нужд индустриализации».

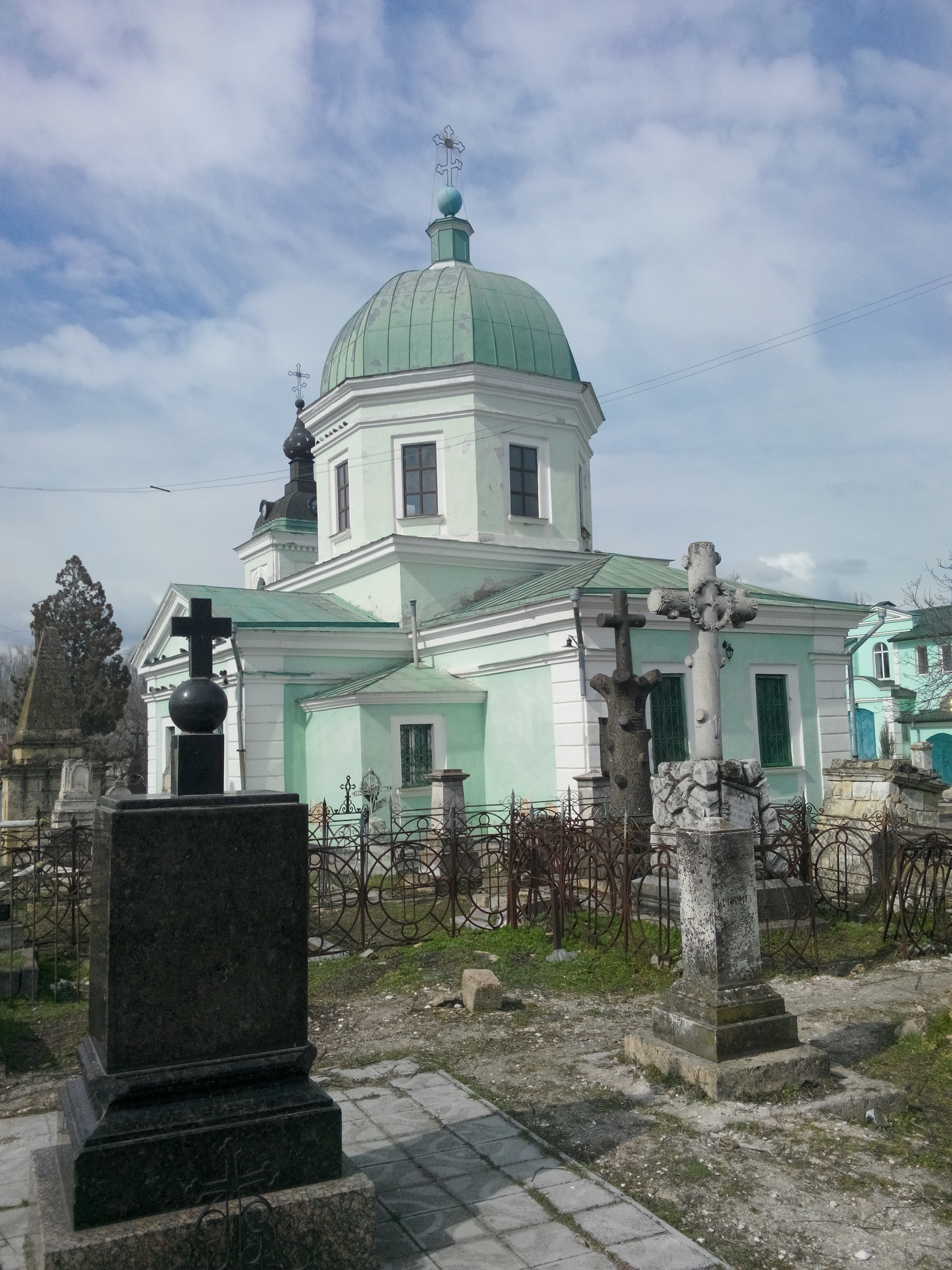

Петровское кладбище, на территории которого находится церковь, является одним из старейших кладбищ Херсона. Тут хоронили известных людей города, чиновников, участников русско-турецких войн, воинов как белой, так и Красной армии, петлюровцев, участников восстания атамана Григорьева 1919 года, воинов Первой и Второй мировой войн.
В 1883 году кладбище официально было закрыто для захоронений. Особенностью некрополя является отсутствие территориального разграничения захоронений по принадлежности к конфессиям, более того — сохранено внимание к солдатам врага. Наряду с братскими могилами защитников Севастополя есть могилы французов, которые были их противниками в Крымской войне.
Ныне кладбище переполнено и нередко среди полуразрушенных фигур в греческом стиле, склепов и урн с прахом можно увидеть железобетонные надгробия с красной звездой вместо креста. Часть кладбища находится под асфальтом — последствия перестроек и восстановлений Херсона.
С обретением Украиной независимости церковь смогла «свободно вздохнуть и вновь обрести голос» . В ней снова звонят колокола, проведены реставрационные работы.
С 1 октября 1999 года, по благословению архиепископа Херсонского и Таврического Ионафана, открылась воскресная школа, состоящая из двух групп: старшая и младшая (от 7 до 14 лет).

## Архитектура
Храм Всех Святых строили в 1804—1808 годах в стиле русского классицизма. Внутри сохранился аутентичный резной деревянный иконостас и образы, выполненные ярославскими иконописцами в XVIII веке. В храме сохранился чудотворный образ списанный с Касперовской Божией Матери.

## Настоятели храма
За два столетия настоятелями храма были многие священнослужители: архиепископ Иннокентий Херсонский, протоиерей Леонид Гошкевич, диакон Василий Розанов.
Яков Иванович Замиховский, выпускник Херсонского духовного училища, служил в разных приходах Херсонской губернии, а по прибытии в Херсон стал настоятелем церкви Всех Святых. Вёл скромный образ жизни, в храм ездил на велосипеде. В 1932 году был расстрелян на основании статьи 54/10-11 УК УССР (антисоветская агитация).
Священником церкви был и Иван Георгиевич Скадовский, дворянин, в прошлом чиновник по особым поручениям генерал-губернатора, земский начальник Херсонского уезда. С 1929 по 1937 год регулярно находился под арестом и отбывал сроки в тюрьме и лагерях за антисоветскую агитацию, а также создание домашних церквей. 24 августа 1937 года отец Иоанн Скадовский вместе с архиепископом Прокопием арестованы по обвинению в контрреволюционной монархической агитации и организации нелегальной молитвенной. Виновными себя не признали. 28 октября получили высшую меру наказания — расстрел.
В 1996 году И. Г. Скадовский был причислен к местночтимым святым, а в 2000 году на Юбилейном Архиерейском соборе Русской Православной Церкви причислен к лику святых новомучеников и исповедников Церкви Русской.
Уже более сорока лет настоятелем храма Всех Святых является протоиерей Виталий Дорошко.

## Галерея

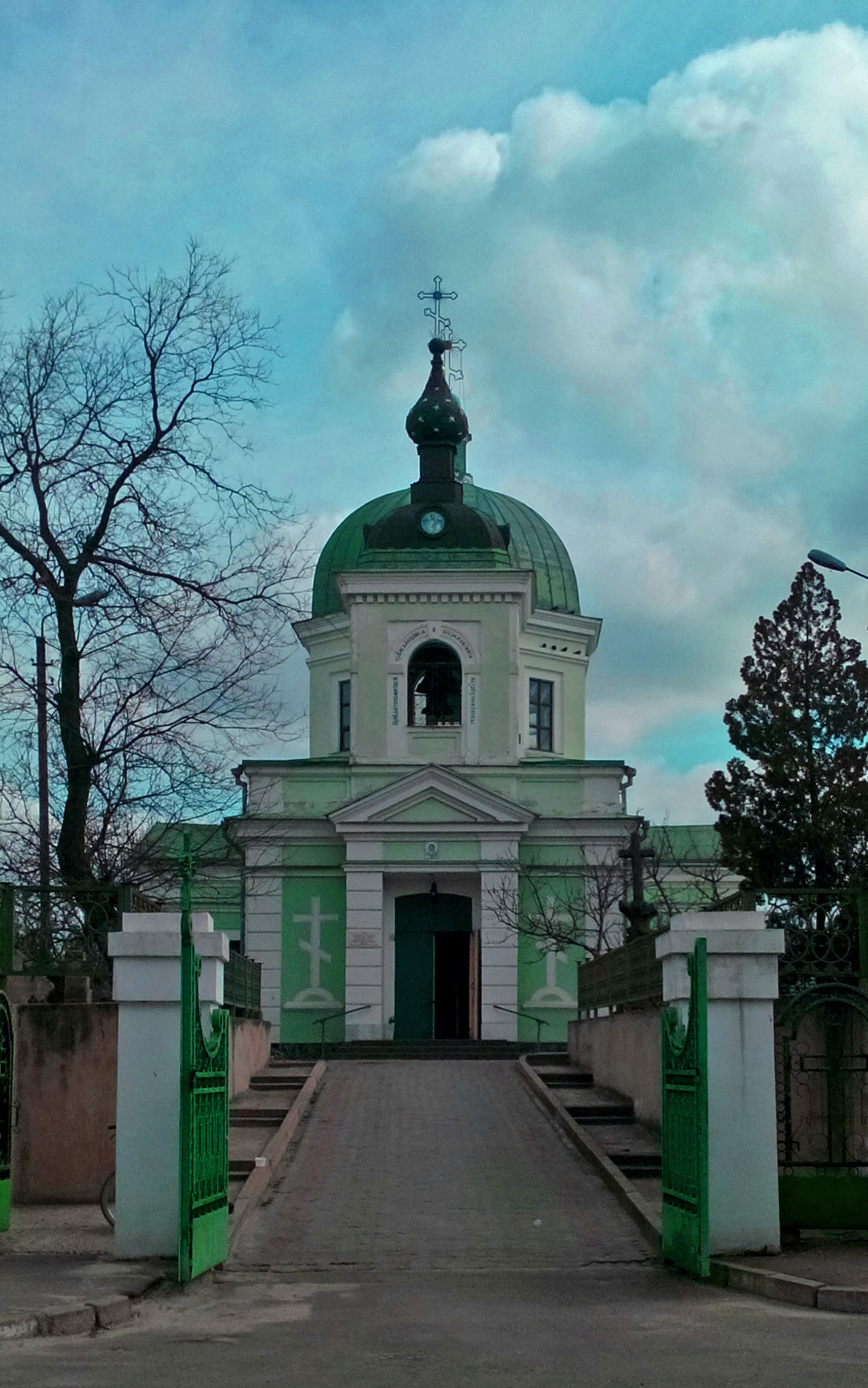
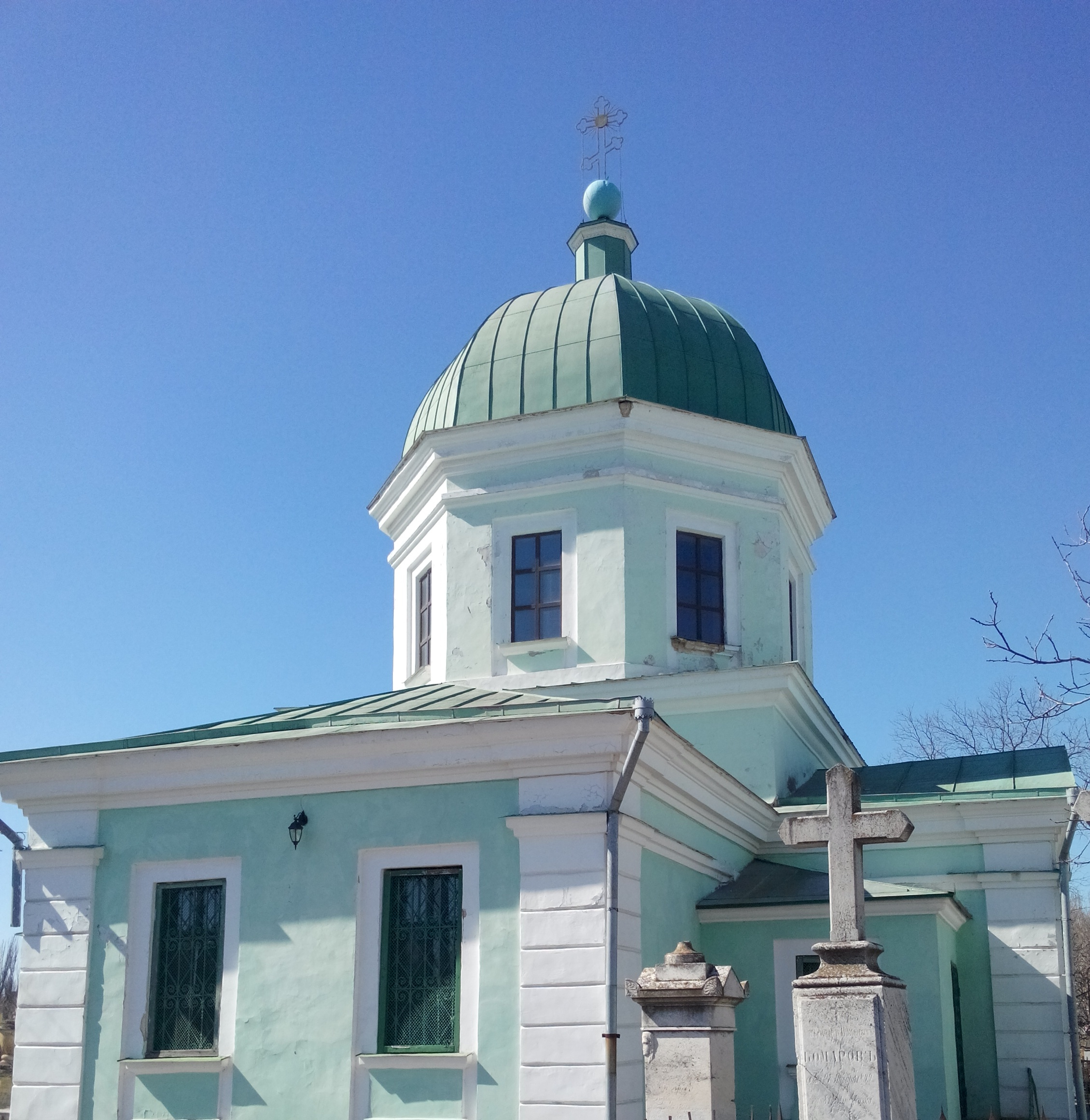
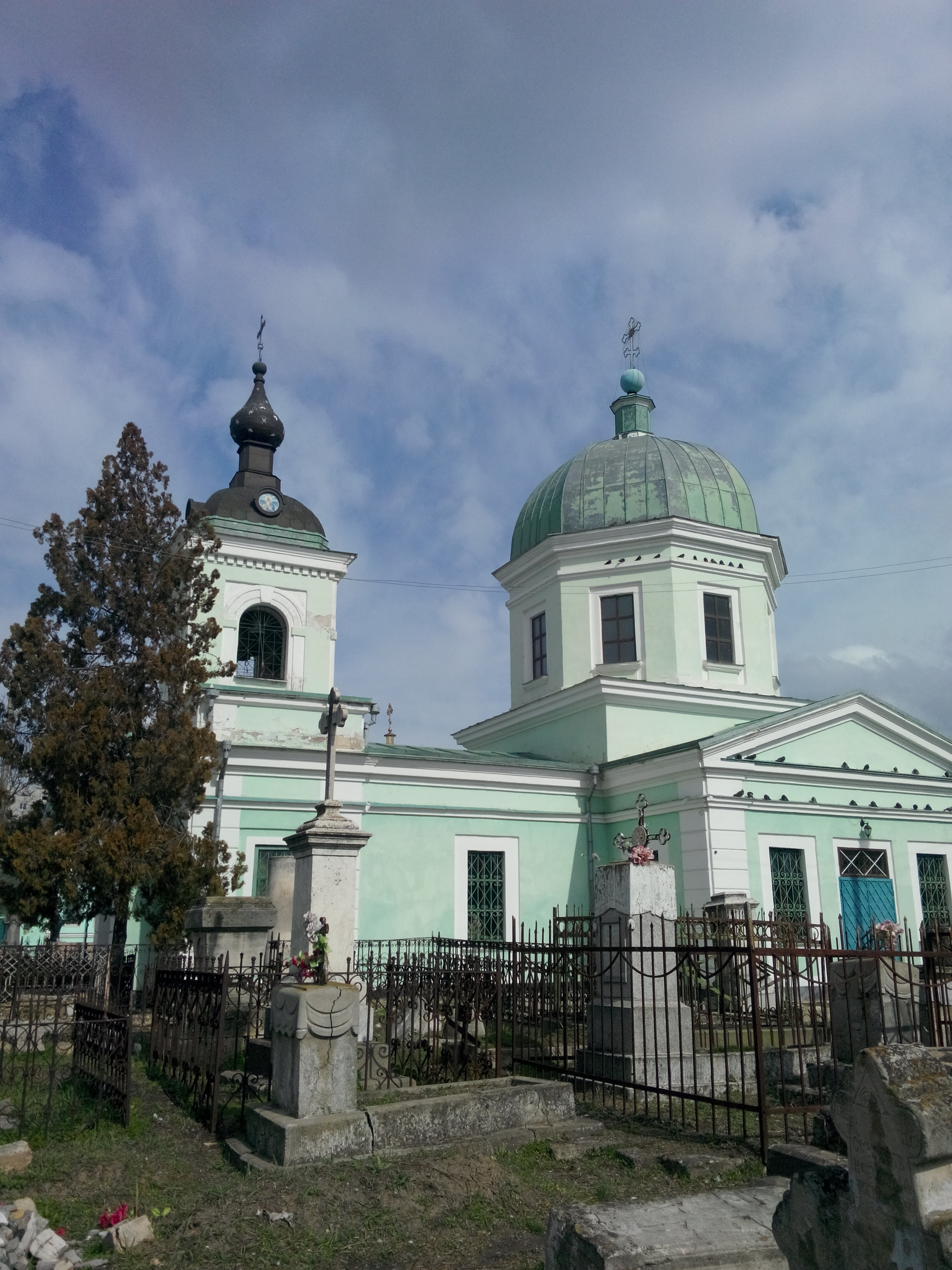
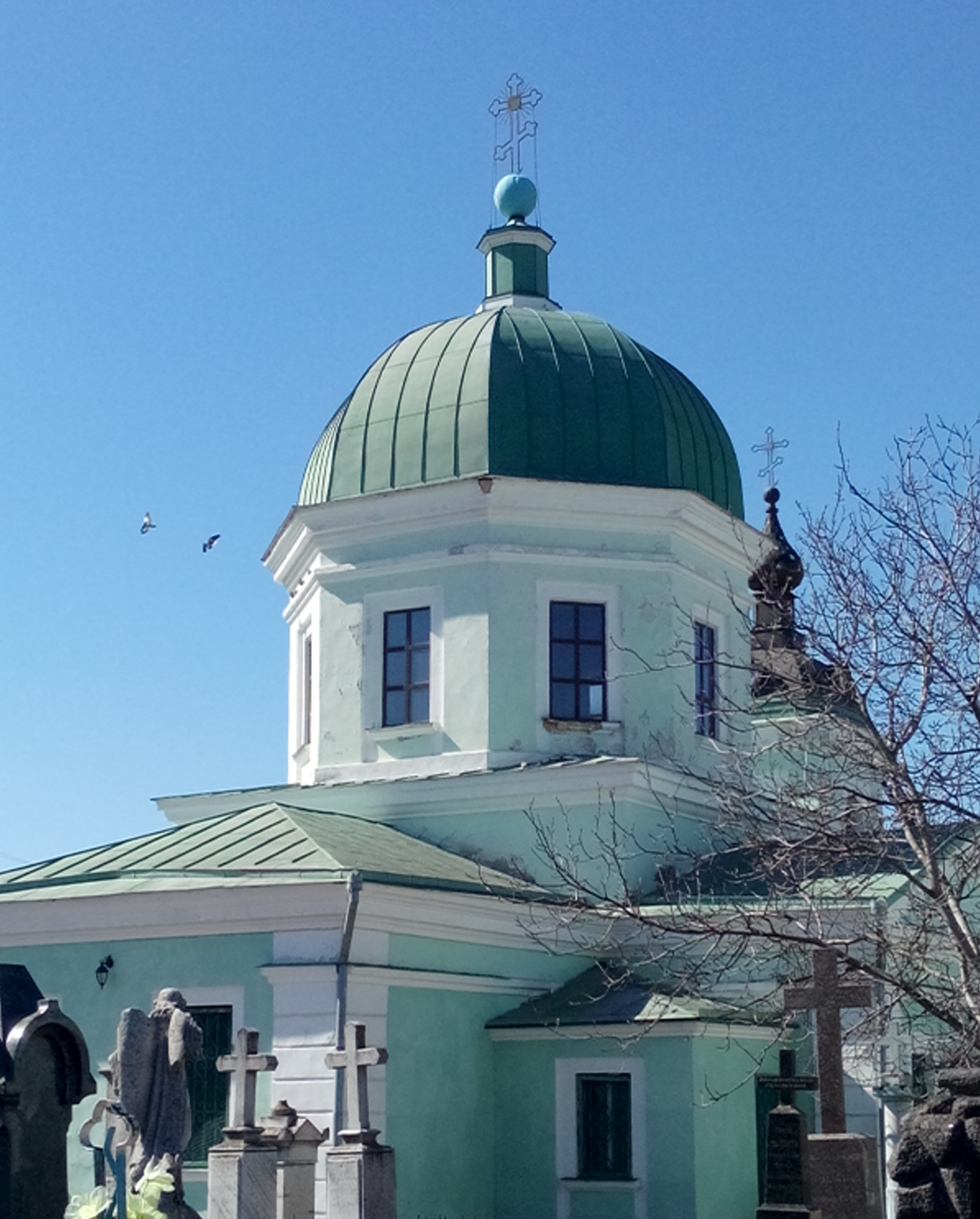
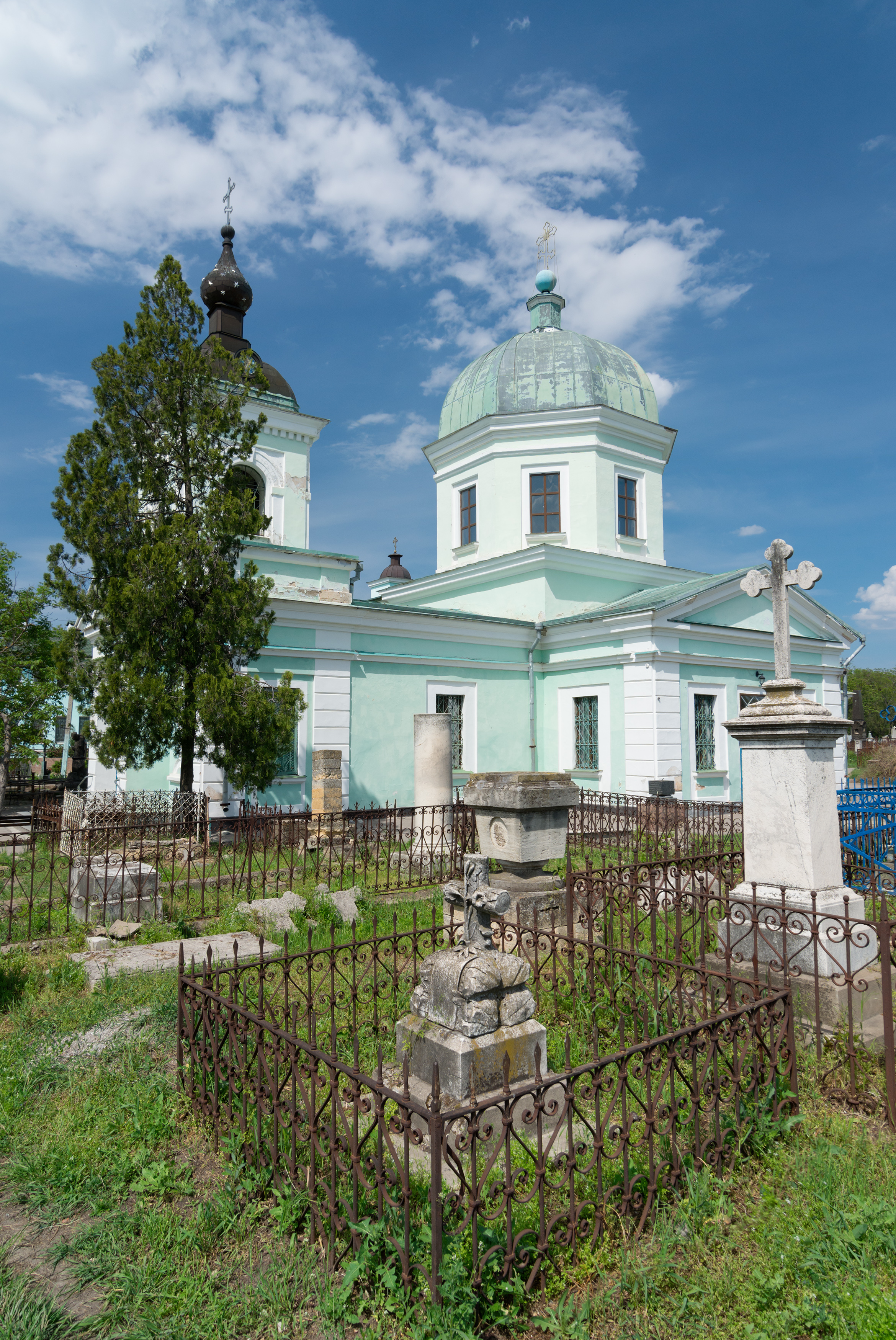